# John Hartson
John Hartson (Swansea, 5 april 1975) is een Welsh voormalig profvoetballer. De aanvaller was actief van 1992 tot en met 2008. 

## Clubcarrière
Van de acht clubs die de Welshman vertegenwoordigde, speelde hij de meeste jaren voor Celtic, waar hij uitgroeide tot publiekslieveling. Zijn andere werkgevers waren alle Engels. Hij had een relatief harde stijl van spelen, waarbij hij zijn 1,85 meter en robuuste bouw doorgaans vol in de strijd gooide en van begin tot eind streed.
De loopbaan van Big Bad John begon in 1992 bij het bescheiden Luton Town. De aanvaller werd na 2,5 seizoen aangetrokken door Arsenal, dat zo’n vier miljoen euro voor hem neertelde en hem daarmee destijds de duurste teenager in Engeland maakte. Een groot succes werd het verblijf in Noord-Londen niet, onder meer door de aanwezigheid van Dennis Bergkamp, die een duo vormde met Ian Wright.
Na twee seizoenen op Highbury besloot Hartson zijn geluk bij stadgenoot West Ham United te proberen. In het westen van Londen kende Hartson meer succes. In zijn tweede jaar als Hammer scoorde hij vijftien keer en werd hij tweede op de topscorerslijst, achter Andy Cole. Hartson kwam echter niet alleen positief in het nieuws. Hij liet zich in september 1998 gaan, toen hij ploeggenoot Eyal Berkovic hard in het gezicht sloeg. 
Enkele maanden later, in januari 1999, vertrok Hartson bij West Ham United. Hoewel Manchester United in de zomer ervoor nog interesse had getoond, werd Wimbledon zijn nieuwe werkgever. Met die club degradeerde dat seizoen. Hij zou nog een half jaar bij de club spelen, om vervolgens via een half seizoen Coventry City in de zomer van 2001 bij Celtic te belanden.
Bij de Schotten brak voor Hartson een sterke periode aan. De logge, maar sterke aanvaller werd gewaardeerd in Glasgow vanwege zijn vechtersmentaliteit en zou vijf seizoenen lang de aanvalsleider zijn bij de groen-witten. Maar ook in Schotland was Hartson niet vrij van zonden. Zo werd hij eens in de beladen derby met Glasgow Rangers - de beroemde Old Firm – van het veld gestuurd, nadat hij Fernando Ricksen hardhandig had bejegend.
Driemaal werd Hartson kampioen van Schotland en daarnaast won hij ook twee bekers en de Schotse League Cup. In 2006 trok hij naar West Bromwich Albion, om na één seizoen over te stappen naar Norwich City. Hier bleef hij een half seizoen, om uiteindelijk in februari 2008 zijn carrière te beëindigen.

## Interlandcarrière
Hartson kwam 51 keer uit voor het Welsh voetbalelftal, waarvoor hij veertien keer scoorde. Hij maakte zijn debuut op 29 maart 1995 in de EK-kwalificatiewedstrijd in en tegen Bulgarije (3-1 nederlaag). Hartson vormde in dat duel een aanvalskoppel met Dean Saunders. Hij bedankte in 2006 voor de nationale ploeg om zich volledig te gaan richten op clubvoetbal.
| Interlands van John Hartson voor Wales | Interlands van John Hartson voor Wales | Interlands van John Hartson voor Wales | Interlands van John Hartson voor Wales | Interlands van John Hartson voor Wales | Interlands van John Hartson voor Wales |
| №                                      | Datum                                  | Wedstrijd                              | Uitslag                                | Competitie                             | Goals                                  |
| -------------------------------------- | -------------------------------------- | -------------------------------------- | -------------------------------------- | -------------------------------------- | -------------------------------------- |
| 1                                      | 29 Mar 1995                            | Bulgarije – Wales                      | 3–1                                    | EK-kwalificatie                        |                                        |
| 2                                      | 26 Apr 1995                            | Duitsland – Wales                      | 1–1                                    | EK-kwalificatie                        |                                        |
| 3                                      | 07 Jun 1995                            | Wales – Georgië                        | 0–1                                    | EK-kwalificatie                        |                                        |
| 4                                      | 06 Sep 1995                            | Wales – Moldavië                       | 1–0                                    | EK-kwalificatie                        |                                        |
| 5                                      | 24 Apr 1996                            | Zwitserland – Wales                    | 2–0                                    | Vriendschappelijk                      |                                        |
| 6                                      | 09 Nov 1996                            | Nederland – Wales                      | 7–1                                    | WK-kwalificatie                        |                                        |
| 7                                      | 14 Dec 1996                            | Wales – Turkije                        | 0–0                                    | WK-kwalificatie                        |                                        |
| 8                                      | 11 Feb 1997                            | Wales – Ierland                        | 0–0                                    | Vriendschappelijk                      |                                        |
| 9                                      | 29 Mar 1997                            | Wales – België                         | 1–2                                    | WK-kwalificatie                        |                                        |
| 10                                     | 27 May 1997                            | Schotland – Wales                      | 0–1                                    | Vriendschappelijk                      | Goal                                   |
| 11                                     | 11 Oct 1997                            | België – Wales                         | 3–2                                    | WK-kwalificatie                        |                                        |
| 12                                     | 25 Mar 1998                            | Wales – Jamaica                        | 0–0                                    | Vriendschappelijk                      |                                        |
| 13                                     | 03 Jun 1998                            | Malta – Wales                          | 0–3                                    | Vriendschappelijk                      | Goal                                   |
| 14                                     | 06 Jun 1998                            | Tunesië – Wales                        | 4–0                                    | Vriendschappelijk                      |                                        |
| 15                                     | 31 Mar 1999                            | Zwitserland – Wales                    | 2–0                                    | EK-kwalificatie                        |                                        |
| 16                                     | 05 Jun 1999                            | Italië – Wales                         | 4–0                                    | EK-kwalificatie                        |                                        |
| 17                                     | 09 Jun 1999                            | Wales – Denemarken                     | 0–2                                    | EK-kwalificatie                        |                                        |
| 18                                     | 09 Oct 1999                            | Wales – Zwitserland                    | 0–2                                    | EK-kwalificatie                        |                                        |
| 19                                     | 07 Oct 2000                            | Wales – Noorwegen                      | 1–1                                    | WK-kwalificatie                        |                                        |
| 20                                     | 11 Oct 2000                            | Polen – Wales                          | 0–0                                    | WK-kwalificatie                        |                                        |
| 21                                     | 24 Mar 2001                            | Armenië – Wales                        | 2–2                                    | WK-kwalificatie                        | Goal · Goal                            |
| 22                                     | 28 Mar 2001                            | Wales – Oekraïne                       | 1–1                                    | WK-kwalificatie                        | Goal                                   |
| 23                                     | 02 Jun 2001                            | Wales – Polen                          | 1–2                                    | WK-kwalificatie                        |                                        |
| 24                                     | 06 Jun 2001                            | Oekraïne – Wales                       | 1–1                                    | WK-kwalificatie                        |                                        |
| 25                                     | 05 Sep 2001                            | Noorwegen – Wales                      | 3–2                                    | WK-kwalificatie                        |                                        |
| 26                                     | 06 Oct 2001                            | Wales – Wit-Rusland                    | 1–0                                    | WK-kwalificatie                        | Goal                                   |
| 27                                     | 13 Feb 2002                            | Wales – Argentinië                     | 1–1                                    | Vriendschappelijk                      |                                        |
| 28                                     | 27 Mar 2002                            | Wales – Tsjechië                       | 0–0                                    | Vriendschappelijk                      |                                        |
| 29                                     | 14 May 2002                            | Wales – Duitsland                      | 1–0                                    | Vriendschappelijk                      |                                        |
| 30                                     | 21 Aug 2002                            | Kroatië – Wales                        | 1–1                                    | Vriendschappelijk                      |                                        |
| 31                                     | 07 Sep 2002                            | Finland – Wales                        | 0–2                                    | EK-kwalificatie                        |                                        |
| 32                                     | 16 Oct 2002                            | Wales – Italië                         | 2–1                                    | EK-kwalificatie                        |                                        |
| 33                                     | 20 Nov 2002                            | Azerbeidzjan – Wales                   | 0–2                                    | EK-kwalificatie                        | Goal                                   |
| 34                                     | 12 Feb 2003                            | Wales – Bosnië en Herzegovina          | 2–2                                    | Vriendschappelijk                      | Goal                                   |
| 35                                     | 29 Mar 2003                            | Wales – Azerbeidzjan                   | 4–0                                    | EK-kwalificatie                        | Goal                                   |
| 36                                     | 06 Sep 2003                            | Italië – Wales                         | 4–0                                    | EK-kwalificatie                        |                                        |
| 37                                     | 10 Sep 2003                            | Wales – Finland                        | 1–1                                    | EK-kwalificatie                        |                                        |
| 38                                     | 11 Oct 2003                            | Wales – Servië en Montenegro           | 2–3                                    | EK-kwalificatie                        | Goal                                   |
| 39                                     | 15 Nov 2003                            | Rusland – Wales                        | 0–0                                    | EK-kwalificatie                        |                                        |
| 40                                     | 19 Nov 2003                            | Wales – Rusland                        | 0–1                                    | EK-kwalificatie                        |                                        |
| 41                                     | 18 Aug 2004                            | Letland – Wales                        | 0–2                                    | Vriendschappelijk                      | Goal                                   |
| 42                                     | 04 Sep 2004                            | Azerbeidzjan – Wales                   | 1–1                                    | WK-kwalificatie                        |                                        |
| 43                                     | 08 Sep 2004                            | Wales – Noord-Ierland                  | 2–2                                    | WK-kwalificatie                        | Goal                                   |
| 44                                     | 09 Oct 2004                            | Engeland – Wales                       | 2–0                                    | WK-kwalificatie                        |                                        |
| 45                                     | 13 Oct 2004                            | Wales – Polen                          | 2–3                                    | WK-kwalificatie                        | Goal                                   |
| 46                                     | 26 Mar 2005                            | Wales – Oostenrijk                     | 0–2                                    | WK-kwalificatie                        |                                        |
| 47                                     | 17 Aug 2005                            | Wales – Slovenië                       | 0–0                                    | Vriendschappelijk                      |                                        |
| 48                                     | 03 Sep 2005                            | Wales – Engeland                       | 0–1                                    | WK-kwalificatie                        |                                        |
| 49                                     | 08 Oct 2005                            | Noord-Ierland – Wales                  | 2–3                                    | WK-kwalificatie                        |                                        |
| 50                                     | 12 Oct 2005                            | Wales – Azerbeidzjan                   | 2–0                                    | WK-kwalificatie                        |                                        |
| 51                                     | 16 Nov 2005                            | Cyprus – Wales                         | 1–0                                    | Vriendschappelijk                      |                                        |

## Kanker
Hartson bleek in juli 2009 te lijden aan zaadbalkanker, die tevens was uitgezaaid naar zijn hersenen en longen. Hij moest op woensdag 15 juli met spoed neurochirurgie ondergaan om de zwellingen in zijn hersenen te verlichten. Daarna werd begonnen met de eerste uit een serie chemokuren. Hij overwon de teelbalkanker en richtte een foundation op.